# Moab (Staat)

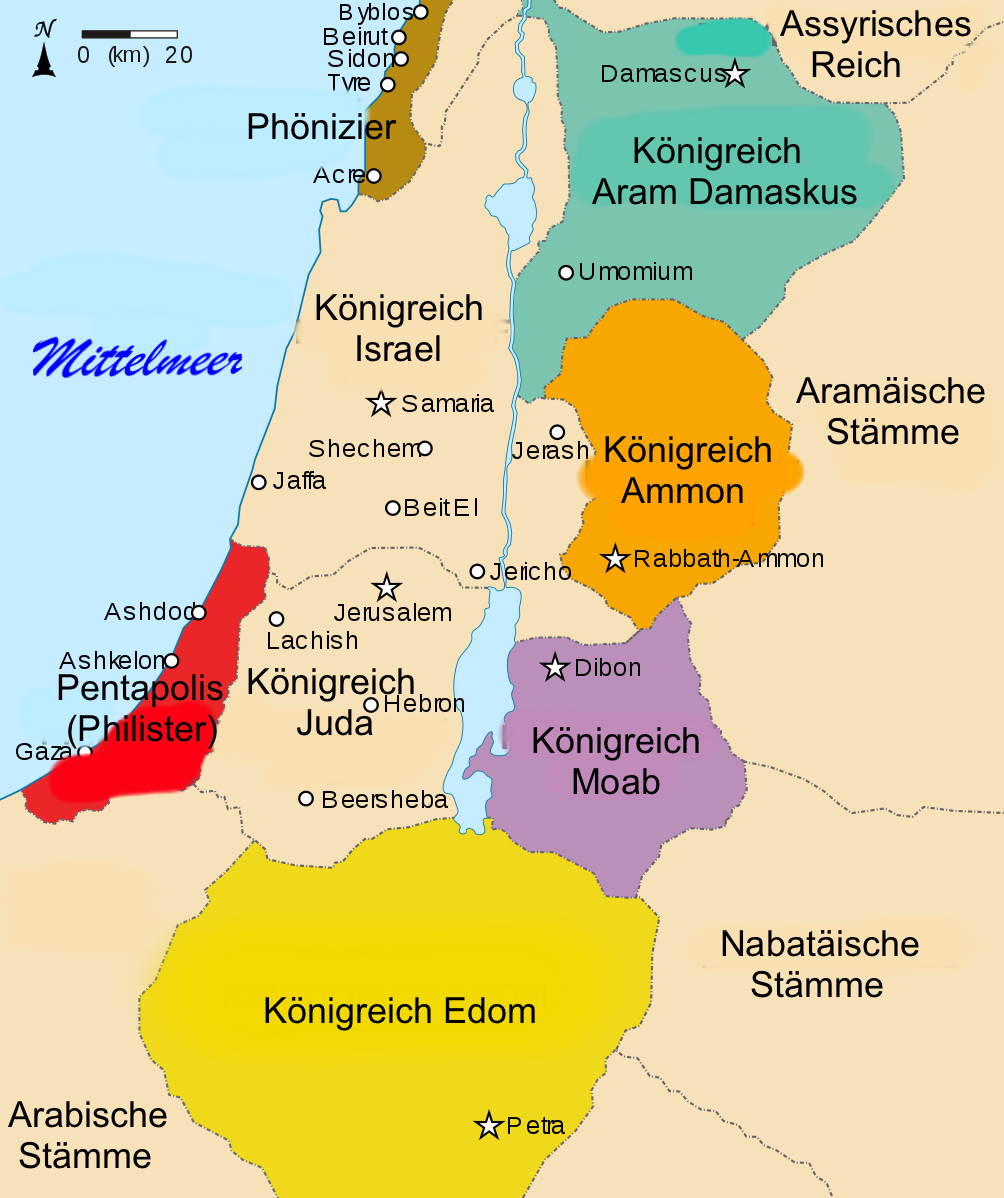
Moab um 830 v. Chr. (violett)

Moab war ein antiker Kleinstaat in Vorderasien, der auch im Alten Testament der Bibel erwähnt wird.

## Geographie und Landeskunde
Das Reich lag östlich des Toten Meeres südlich von Ammon (Grenze Wadi el-Mudschib = Tal des Arnon) und nördlich von Edom (Grenze Wadi el-Hesa) im heutigen Jordanien. Die nördliche Grenze am Wadi Mudschib wurde mehrmals durch Eroberungen überschritten und umfasste dann u. a. Madaba, Dhiban und die Festung Aroer. In Moab liegt auch das Gebirge Abǎrim. Innerhalb ähnlicher Grenzen liegt heute das Gouvernement al-Karak.
Moab besitzt nicht mehr die reichlicheren Niederschläge des nördlich gelegenen Ammon, verfügte aber über landwirtschaftlich stark genutzte Plateaus.
Der Name Moab für diese Landschaft taucht bereits am Ende der Spätbronzezeit im 13. Jahrhundert v. Chr. auf einer altägyptischen Inschrift von Ramses II., der die moabitische Stadt Butarte zerstörte, auf.
Im 9. Jahrhundert v. Chr. sollen die Moabiter nach biblischer Darstellung in die Tributpflicht zum davidisch-salomonischen Israel gekommen sein.

## Geschichte Moabs
Bis zum 9. Jahrhundert v. Chr. scheint es kein geeintes Königreich Moab gegeben zu haben. Erst um 850 v. Chr. nutzte der Moabiterkönig Mescha offenbar die Kriege zwischen dem Nordreich Israel und dem Aramäerreich von Aram (Damaskus), um die Tributpflicht gegenüber der israelitischen Omriden-Dynastie abzuschütteln.
Moab wurde im 8. Jahrhundert v. Chr. dem Großreich Assyrien zunächst tributpflichtig und später von Tiglat-pileser III. im Feldzug von 734–732 v. Chr. endgültig unterworfen. In der Folgezeit schwankte die Haltung Moabs politisch zwischen offener Rebellion (713 v. Chr. unter Sargon II.), Unterwerfung (701 v. Chr. Kamosch-Nadab [Kamoschnadbi; ca. 704–677 v. Chr.] gegenüber Sanherib und etwas später Musuri [ca. 677–667 v. Chr.] gegenüber Asarhaddon) und Kollaboration (Kamosh-Haleth [Kamoschhalte; ca. 650 v. Chr.] schlägt im Interesse Assyriens einen Beduinenaufstand nieder). In neubabylonischer Zeit musste Nebukadnezar II. gegen Ammon und Moab ziehen, um seine Herrschaft in dieser Region zu sichern.

## Moabitische Religion
Der Kriegs- und Nationalgott Kemosch, der auch in Ebla und Ugarit und im Alten Testament (z. B. Ri 11,24 ; 1 Kön 11,7.33 ; 2 Kön 23,13 ; Jer 48,13 ) belegt ist, war mit hoher Wahrscheinlichkeit der Hauptgott Moabs, der vor allem als theophores Element in moabitischen Namen und auf der Mescha-Stele als Gott des moabitischen Königs Mescha belegt ist. Weitere Gottheiten des moabitischen Pantheons lassen sich bisher nicht namentlich nachweisen, auch wenn es ikonographische Hinweise auf die Verehrung anderer Götter in Moab gibt.

## Das biblische Bild von Moab
Das Alte Testament der Bibel berichtet wiederholt von Moab und seinen Einwohnern und ihrer Beziehung zu Juda/Israel. Hervorzuheben ist, dass das biblische Bild Moabs negativ und sexuell konnotiert ist:
- Nach Gen. 19,30-37 Lut stammt Moab von Lot ab. Dieser soll von seiner ältesten Tochter gezielt mit Alkohol betäubt worden sein, damit er ihr ein Kind zeugt. Moab soll demnach durch Inzest entstanden sein.
- Num. 25,1-8 Lut berichtet in der Geschichte des eifernden israelischen Priesters Pinhas davon, dass die Israeliten während ihrer Wüstenwanderung Unzucht mit den Töchtern Moabs trieben und mit ihnen Kultmahle abhielten und den בַעַל פְּעוֹר [baʕal pɘʕor], deutsch ‚Herrn von Peor‘ (mglw. Kemosch) anbeteten, was der Geschichte zufolge den Zorn JHWHs, des Gottes Israels, erregte. Wegen dieser Ereignisse starben dem biblischen Bericht zufolge 24.000 Israeliten an einer Plage Gottes.
- Laut Deut. 34,1-6 Lut liegt jener Berg, von dem aus Mose das gelobte Land vor seinem Tode sehen, aber nicht betreten durfte, im „Lande Moab“:

„Und der HERR redete mit Mose am selben Tage und sprach: Geh auf das Gebirge Abarim, auf den Berg Nebo, der da liegt im Lande Moab gegenüber Jericho, und schaue das Land Kanaan, das ich den Israeliten zum Eigentum geben werde.“

## Wirkungsgeschichte
Der Kult des Kemosch überdauerte den Verlust der Eigenstaatlichkeit Moabs und der moabitischen Religion, wie eine aramäische Inschrift aus dem 3. Jahrhundert v. Chr. aus al-Karak zeigt. Die südlichen Städte Rabba (Rabbat-Moab, Arepolis, Khirbe-en-Robbe) und Karak (Krak de Moab, auch Kir-Moab bzw. al-Karak) tragen das Wort „Moab“ noch zur Zeit der Kreuzritter in ihrem Namen.

## Bekannte Könige der Moabiter
- später Kamoschjat (ca. 880-850 v. Chr.)
- Mescha (ca. 850–810 v. Chr.), der nicht nur in der Bibel, sondern auch auf der 1868 in Dhiban (alttestamentlich: Dibon) gefundenen nach ihm benannten Mescha-Stele erwähnt wird. Die 1,10 m hohe, aus schwarzem Basalt gefertigte und mit 34 Zeilen beschriebene Stele berichtet, wie Mescha zur Regierungszeit Omris (882–871 v. Chr.) und Ahabs das israelische Joch abschüttelte. Sie preist die späteren militärischen Siege über Joram von Israel (852–841 v. Chr.) und die Wiedererrichtung und Vergrößerung des moabitischen Reiches mit Hilfe der Unterstützung des Nationalgottes Kemosch. Auf der Stele (Zeile 10) ist mit dem Satz: „Ich baute die Straße durch das Arnontal.“ auch die Königsstraße (Gen 14,1-16 EU; Num 20,17-21 EU und Num 33,1-49 EU) erwähnt, die von Damaskus kommend durch Ammon, Moab und Edom Richtung Rotes Meer führt.
- Chemosh-Nadab I., ca. 800 v. Chr.
- Chemosh-Nadab II., ca. 735 v. Chr.
- Chemosh-Nadab III.